# 쌍대 가산 집합
집합론에서, 쌍대 가산 집합(雙對可算集合, 영어: cocountable)은 여집합이 가산 집합인 부분 집합이다.

## 정의
집합 {\displaystyle S}의 부분 집합 {\displaystyle A\subset S}의 여집합 {\displaystyle S\setminus A}가 가산 집합이라면, {\displaystyle A}를 쌍대 가산 집합이라고 한다. 다시 말해, 쌍대 가산 집합은 셀 수 있는 개수의 원소를 제외하고는 원래 집합의 모든 원소를 포함한다.

## 예
무리수의 집합 {\displaystyle \mathbb {R} \setminus \mathbb {Q} }는 실수 집합의 쌍대 가산 집합이다.

## 같이 보기
- 쌍대 유한 집합